# ノース・ダラス40
『ノース・ダラス40』（ノース・ダラス・フォーティー、原題：North Dallas Forty）は、1979年制作のアメリカ合衆国の映画。
アメリカンフットボールを題材としたコメディ映画。元ダラス・カウボーイズ選手のピーター・ジェントの自伝的小説の映画化。テッド・コッチェフ監督、ニック・ノルティ主演。

## あらすじ
テキサス州ダラスのプロ・フットボール・チーム“ノース・ダラス・ブルズ”の選手フィル・エリオットは8年のキャリアを持つベテラン選手ながら、B・Aヘッドコーチの方針からはみ出ることが多いことに加え、膝の故障もあって、ベンチを温めることが多かった。
ある年、チームは快進撃を続け、ついに強豪チーム、シカゴ・モロダーズと優勝を賭けて対戦することになった。その試合を間近に控えたパーティーで、フィルはシャーロットという女性と知り合い、やがてシャーロットと愛し合うようになる。
一方、チームのオーナーのハンターは、自分のチームを優勝させることに執念を燃やしており、B・Aやジョンソン・コーチに檄を飛ばす。そこでコーチ陣は機械を使ったジムでの体力づくりや、選手のコンピューター管理を導入するなどしてチームの強力をはかる。それに反抗したフィルは、またしても蚊帳の外に置かれる。
そしていよいよ、試合が始まり、激しい試合展開が繰り広げられるが、試合はシカゴ優勢のまま進む。それでもノース・ダラスは追い上げを見せ、終盤、もう少しで同点に追いつくかというところまで行くが…。

## キャスト
| 役名                 | 俳優                           | 日本語吹替 |
| 役名                 | 俳優                           | テレビ朝日版 |
| -------------------- | ------------------------------ | --- |
| フィル・エリオット   | ニック・ノルティ               | 西沢利明 |
| セス・マクスウェル   | マック・デイヴィス             | 樋浦勉 |
| ジョー・ボブ         | ボー・スヴェンソン             | 石田太郎 |
| コンラッド・ハンター | スティーヴ・フォレスト         | 小林修 |
| シャーロット         | デイル・ハドン                 | 弥永和子 |
| エメット             | ダブニー・コールマン           | 阪脩 |
| ジョンソン           | チャールズ・ダーニング         | |
| B・A                 | G・D・スプラドリン             | |
| O・W                 | ジョン・マトゥザック           | |
| ジョアン             | サヴァンナ・スミス・ボーチャー | |
| アート・ハートマン   | マーシャル・コルト             | 納谷六朗 |
| 不明 その他          |                                | 寺島幹夫 山田俊司 野島昭生 幸田直子 笹岡繁蔵 緒方賢一 横尾まり 幹本雄之 西村知道 屋良有作 石森達幸 小滝進 滝沢博子 小早川正昭 谷口節 島田彰 銀河万丈 佐々木優子 佐藤紀代子 |
|                      |                                | |
| 演出                 | 演出                           | 河村常平 |
| 翻訳                 | 翻訳                           | 飯嶋永昭 |
| 効果                 | 効果                           | 遠藤堯雄 |
| 調整                 | 調整                           | 前田仁信 |
| 制作                 | 制作                           | 東北新社 |
| 解説                 | 解説                           | 淀川長治 |
| 初回放送             | 初回放送                       | 1984年4月22日 『日曜洋画劇場』 |

※テレビ放映時のタイトルは『ノース・ダラス40～管理スポーツをぶっ飛ばせ！アメフト野郎怒りのタッチダウン！！』